# Você Passa, Eu Acho Graça
Você Passa e Eu Acho Graça é o segundo álbum de estúdio da cantora brasileira Clara Nunes. Foi lançado no final de 1968 pela Odeon Records. Apesar de conter o sucesso homônimo, composto por Ataulfo Alves e Carlos Imperial, o álbum foi um fracasso de vendas, sendo que apenas 6.900 cópias foram comercializadas à época do seu lançamento. Apesar disso, Você Passa e Eu Acho Graça foi um importante divisor na carreira da cantora, sendo que nesse álbum ela registrou seus primeiros sambas; seu primeiro álbum, A Voz Adorável de Clara Nunes (1966), tinha um conceito mais romântico.

## Informação
Após o lançamento de A Voz Adorável de Clara Nunes (1966), um álbum de conceito romântico que foi um fracasso de vendas, Clara Nunes tentou entrar na onda do iê-iê-iê da Jovem Guarda. A cantora mudou seu visual para aderir ao gênero e fez participações nos filmes Na Onda do Iê-iê-iê, Carnaval Barra Limpa e Jovens Pra Frente, mas a Odeon continuava insistindo que ela deveria ser uma cantora romântica. Ao mesmo tempo, prestava atenção nos grandes festivais de música que agitavam o país e revelavam nomes como Elis Regina, Nara Leão e Chico Buarque.
Aurino Araújo, à época namorado da cantora e amigo de Carlos Imperial, diretor do Departamento Internacional da gravadora, insistiu para que o amigo ajudasse Clara a consolidar sua carreira. No início de 1968, Imperial mostrou a letra de "Você Passa Eu Acho Graça" a Aurino. Imperial teve a ideia de lançar a música, retrabalhada por Ataulfo Alves, num festival. Imperial inscreveu a canção no festival O Brasil Canta no Rio da TV Excelsior, onde foi interpretada por Ataulfo. Em seguida, Clara gravou a canção num compacto simples que foi distribuído por Imperial e Aurino às principais rádios com a finalidade de tornar a canção conhecida para que chegasse à final do festival. A música estourou e os demais participantes tentaram desclassificá-la da disputa. Na decisão, em 27 de julho de 1968, a canção terminou a disputa em quinto lugar.
O segundo álbum da cantora, batizado em homenagem à canção de sucesso, foi marcado pela mistura de gêneros de quem ainda não tinha um rumo definido em sua carreira. Milton Miranda, diretor artístico da Odeon, continuava insistindo no romantismo, mas já se mostrava mais aberto a novas propostas para a artista. Tanto que foram incluídas canções de Chico Buarque, Noel Rosa e Tom Jobim no álbum. A gravadora começava a dar mais ênfase aos festivais em relação à carreira de Clara, sendo que a cantora gravou três canções que disputaram o Festival Internacional da Canção em 1968. A Odeon pressentiu que poderia ser oportuno incluir no repertório de Clara canções assinadas por compositores consagrados ou revelados pelos festivais. A cantora resolveu seguir as orientações da Odeon, uma vez que a Jovem Guarda começava a ser criticada pelo seu descomprometimento com a situação sócio-política do país. A cantora participaria de festivais importantes para a música brasileira.

## Faixas
| N.º | Título                      | Compositor(es)                 | Duração |  |
| 1.  | "Você Não É Como as Flores" | Ataulfo Alves, Carlos Imperial | 3:30    |  |
| 2.  | "Sabiá"                     | Tom Jobim, Chico Buarque       | 1:48    |  |
| 3.  | "Cheguei à Conclusão"       | Darcy da Mangueira             | 2:09    |  |
| 4.  | "Desencontro"               | Buarque                        | 1:53    |  |
| 5.  | "Pra Esquecer"              | Noel Rosa                      | 2:43    |  |
| 6.  | "Rua d'Aurora"              | Durval Ferreira, Fátima Gaspar | 2:52    |  |
| 7.  | "Você Passa Eu Acho Graça"  | Alves, Imperial                | 3:30    |  |
| 8.  | "Sucedeu Assim"             | Jobim, Marino Pinto            | 2:59    |  |
| 9.  | "Grande Amor"               | Martinho da Vila               | 2:51    |  |
| 10. | "Que É Que Eu Faço"         | Ribamar, Dolores Duran         | 2:45    |  |
| 11. | "Minha Partida"             | David Nasser, Elizabeth        | 2:33    |  |
| 12. | "Corpo e Alma"              | Augusta Maria Tavares          | 2:39    |  |